# Alicja po drugiej stronie lustra (film 2016)

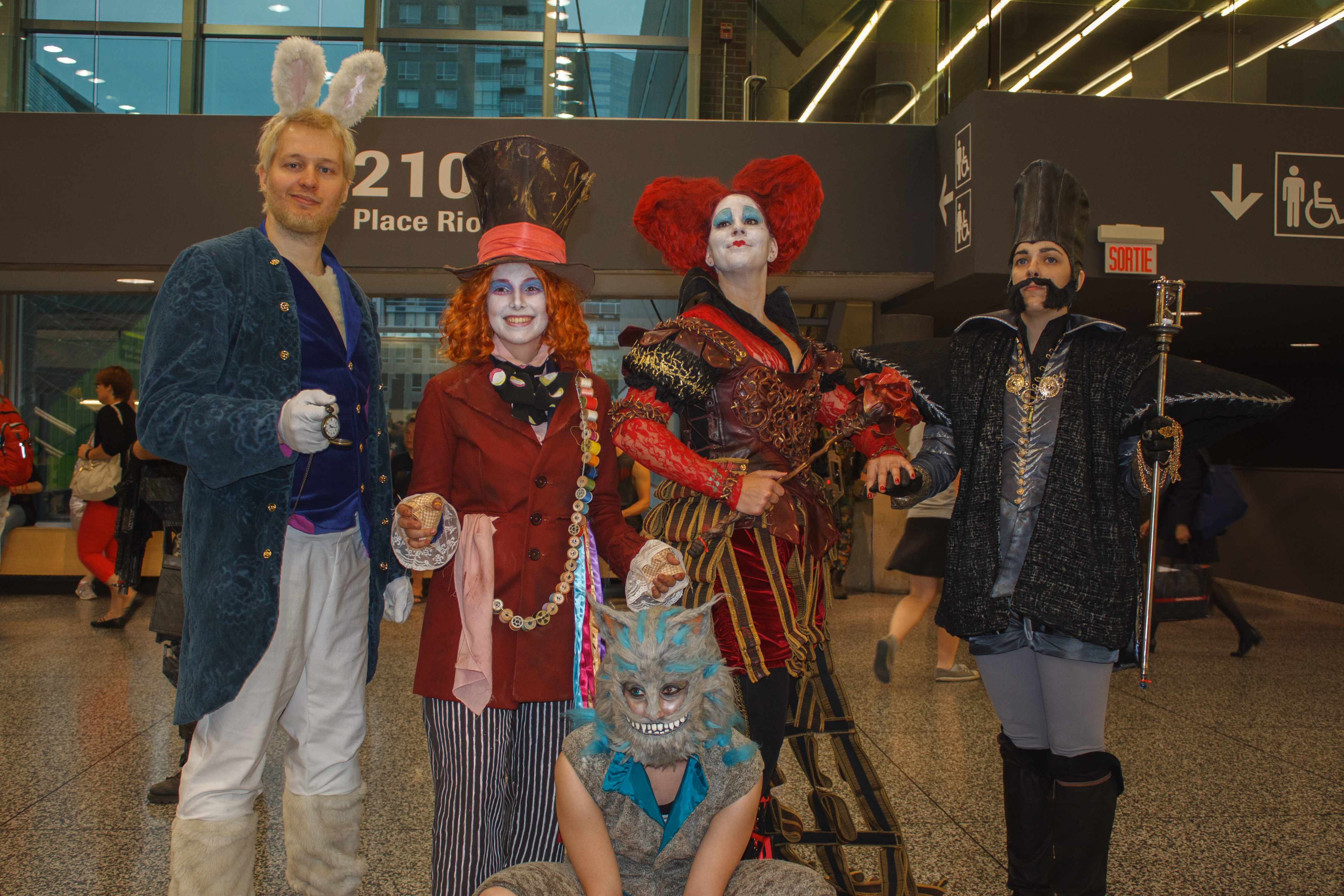
Fani przebrani za bohaterów filmu

Alicja po drugiej stronie lustra (ang. Alice Through the Looking Glass) – amerykański film fantasy z 2016 w reżyserii Jamesa Bobina, stanowiący filmową adaptację powieści Po drugiej stronie lustra Lewisa Carrolla. W roli tytułowej występuje Mia Wasikowska, wraz z nią w filmie wystąpili m.in. Johnny Depp jako Szalony Kapelusznik, Helena Bonham Carter jako Czerwona Królowa, Anne Hathaway jako Biała Królowa oraz Sacha Baron Cohen jako Czas.

## Fabuła
Alicja Kingsleigh (Mia Wasikowska), która poszła w ślady swojego ojca i spędziła dotychczasowe trzy lata żeglując, powraca z Azji do Londynu, gdzie czeka na nią trudna decyzja. Po spotkaniu z gąsienicą Absolemem (Alan Rickman) Alicja natrafia na magiczne lustro, dzięki któremu ponownie przenosi się do fantastycznej Krainy Czarów. Na miejscu okazuje się, że Szalony Kapelusznik (Johnny Depp) stał się jeszcze bardziej szalony, a demony z przeszłości nie dają mu spokoju. Żeby uratować przyjaciela i Krainę Czarów przed zagładą, Alicja musi zmierzyć się z Czasem (Sacha Baron Cohen).

## Obsada[3]
Postacie ze świata rzeczywistego
- Andrew Scott jako doktor Addison Bennett
- Ed Speleers jako James Harcourt
- Geraldine James jako lady Ascot, matka Hamisha
- Leo Bill jako Hamish Ascot
- Lindsay Duncan jako Helena Kingsleigh, matka Alicji
- Mia Wasikowska jako Alicja Kingsleigh

Postacie z Krainy Czarów
- Alan Rickman jako Gąsienica Absolem
- Anne Hathaway jako Mirana, Biała Królowa
- Barbara Windsor jako Mysz Mniamałyga
- Hattie Morahan jako królowa Elsemere, matka Mirany i Zelżbiety
- Helena Bonham Carter jako Zelżbieta Krymska, Czerwona Królowa
- Johnny Depp jako Tarrant Hightopp, Szalony Kapelusznik
- Matt Lucas jako Dyludi i Dyludam
- Michael Sheen jako Biały Królik
- Paul Whitehouse jako Marcowy Zając
- Rhys Ifans jako Zanik Hightopp, ojciec Kapelusznika
- Richard Armitage jako król Oleron, ojciec Mirany i Zelżbiety
- Sacha Baron Cohen jako Czas
- Stephen Fry jako Kot z Cheshire

i inni

### Wersja polska
- Marta Wierzbicka – Alicja Kingsleigh
- Cezary Pazura – Szalony Kapelusznik
- Grzegorz Pawlak – Marcowy Zając
- Jadwiga Jankowska-Cieślak – Mniamałyga
- Jarosław Boberek – Czas
- Katarzyna Figura – Czerwona Królowa
- Katarzyna Gniewkowska – Helena Kingsleigh
- Krzysztof Dracz – Biały Królik
- Małgorzata Kożuchowska – Biała Królowa
- Mieczysław Morański – Wilkins
- Piotr Kozłowski – Hamish
- Wojciech Paszkowski – Zanik Hightopp

i inni